# Andrena krigiana
Andrena krigiana là một loài Hymenoptera trong họ Andrenidae. Loài này được Robertson mô tả khoa học năm 1901.

## Hình ảnh

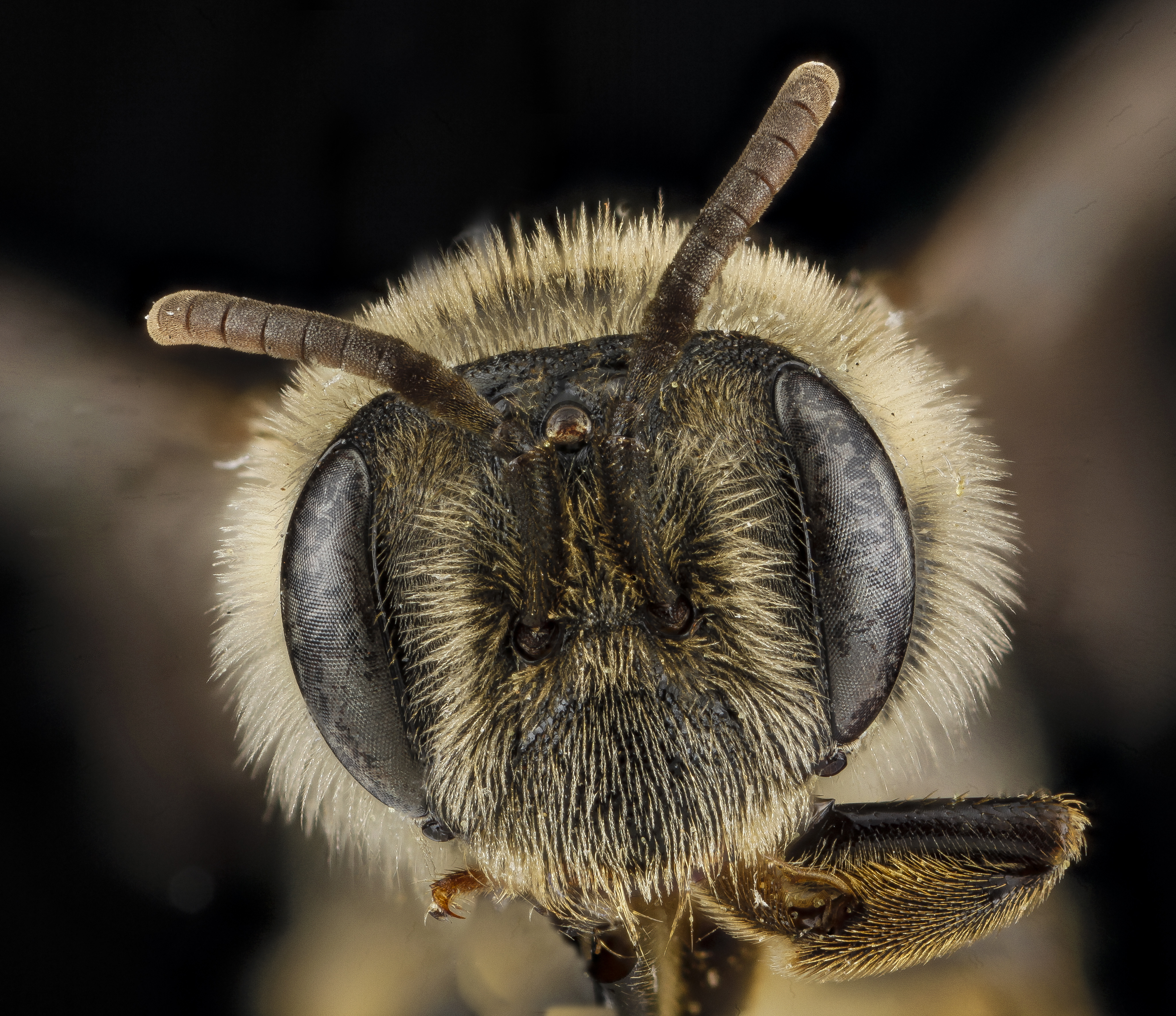